# Barbara Hawcroft
Barbara Hawcroft (13 ottobre 1950) è un'ex tennista australiana.

## Carriera
In carriera ha vinto un titolo di doppio, il Western Australian Open nel 1972. Nei tornei del Grande Slam ha ottenuto il suo miglior risultato agli Australian Open raggiungendo i quarti di finale nel singolare nel 1972, e di doppio nel 1971, in coppia con Helen Kayser, e nel 1972, in coppia con Wendy Turnbull.

## Statistiche

### Singolare

#### Finali perse (1)
| Numero | Anno           | Torneo                             | Superficie | Avversaria in finale | Punteggio     |
| 1.     | 13 giugno 1971 | Nottingham John Player, Nottingham |            | Julie Heldman        | 4-6, 9-7, 3-6 |

### Doppio

#### Vittorie (1)
| Numero | Anno            | Torneo                         | Superficie | Compagna         | Avversarie in finale       | Punteggio     |
| 1.     | 7 febbraio 1972 | Western Australian Open, Perth |            | Evonne Goolagong | Ol'ga Morozova Janet Young | 3-6, 6-4, 6-3 |

#### Finali perse (1)
| Numero | Anno           | Torneo                            | Superficie | Compagna    | Avversarie in finale         | Punteggio |
| 1.     | 25 luglio 1971 | Leicester Midland Open, Leicester |            | Patti Hogan | Judy Dalton Evonne Goolagong | 6-8, 4-6  |